# غوتشيو غوتشي
غوتشيو غوتشي (26 مارس 1881 - 2 يناير 1953) رجل أعمال إيطالي ومصمم أزياء، مؤسس دار أزياء غوتشي.

## النشأة

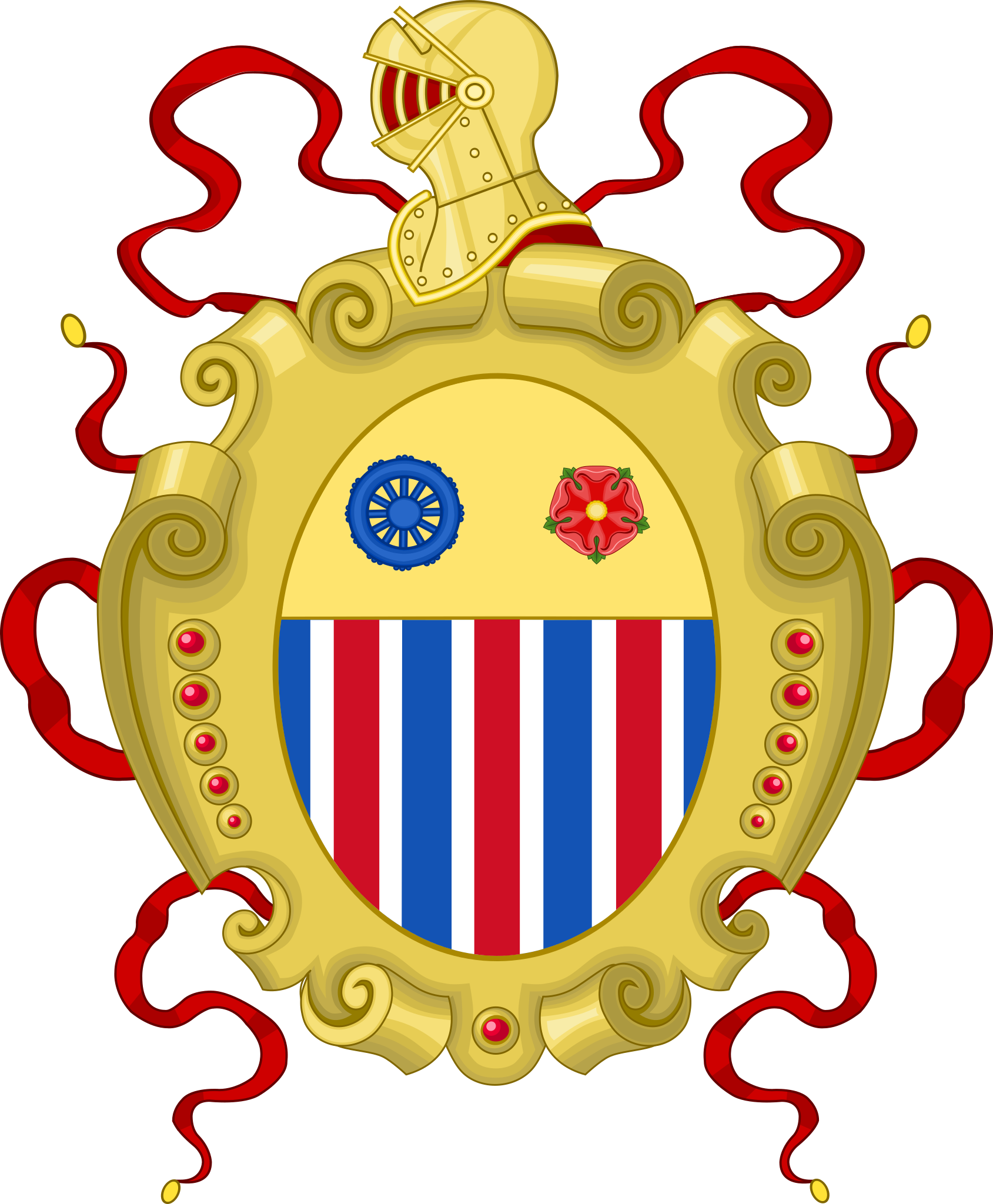
شعار النبالة الذي تطالب به عائلة غوتشي، التي أسست شركة غوتشي للأزياء

ولد غوتشيو غوتشي في فلورنسا، تسكانة في 26 مارس 1881. كان ابنًا لوالدين من تسكانة هما غابرييلو غوتشي (وهو حرفي جلود من سان مينياتو)، وإيلينا سانتيني من لاسترا سيجنا.
عمل غوتشيو غوتشي عندما كان مراهقًا في عام 1899 في فندق سافوي في لندن. لا يُعرف سوى القليل عن ظروف حياته المبكرة وما أثر على انتقاله إلى لندن. تأثر غوتشي بضيوف الفندق الأنيقين من الطبقة العليا ومن شركات الأمتعة مثل H. J. Cave & Sons. عاد إلى فلورنسا وبدأ في صناعة الأمتعة والإكسسوارات الفاخرة.

## حياته المهنية
في عام 1921، تم تأسيس دار غوتشي للأزياء في فلورنساكمتجر صغير للجلود مملوك للعائلة. بدأ في بيع السروج والحقائب الجلدية والملحقات الأخرى للفرسان في العشرينات.في عام 1938، وسّع غوتشي أعماله إلى روما بناءً على إصرار ابنه ألدو.تحولت أعماله الفردية إلى شركة عائلية عندما انضم أبناؤه إلى الشركة.
في عام 1951، افتتحت غوتشي متجرها في ميلانو. أراد أن يبقي عمله صغيرًا، وطوال حياته تقريبًا بقيت الشركة في إيطاليا فقط.
قبل أسبوعين من وفاة غوتشيو أفتتح أبناؤه متجر غوتشي في نيويورك.

## موته وإرثه
توفي غوتشيو في 2 يناير 1953 في ميلانو.وبعد وفاته ترك العمل لأبنائه الأربعة المتبقين.ومع تغيير قيادة الشركة، توسعت علامة غوتشي التجارية لتفتح مواقع دولية وتنويع خط الإنتاج.
متحف غوتشي (ويسمى ايضًا حديقة غوتشي) في فلورنسا، متحف للأزياء يتمحور حول تاريخ الشركة وغوتشيو غوتشي.

## الروابط الخارجية
- غوتشيو غوتشي – العلامة التجارية وبيانات الشركة في دليل عرض الأزياء